# Panolis confluens
Panolis confluens là một loài bướm đêm trong họ Noctuidae.